# Hotărasa
Hotărasa – wieś w Rumunii, w okręgu Vâlcea, w gminie Copăceni. W 2011 roku liczyła 237 mieszkańców.